# Firmino Taequi
Firmino Taequi (* 15. November 1969 in Bihala, Bobocasse, Oe-Cusse Ambeno, Portugiesisch-Timor) ist ein osttimoresischer Politiker und Mitglied der Partei Congresso Nacional da Reconstrução Timorense (CNRT). In Oe-Cusse Ambeno ist er der Koordinator des CNRT.
Bei den Parlamentswahlen in Osttimor 2023 trat Caldeira für den CNRT auf Platz 14 der Liste an und zog so in das 6. Nationalparlament Osttimors ein. Im Parlament ist Caldeira Vizepräsident in des Ausschusses für Bildung, Jugend, Kultur und Bürgerrechte (Kommission G).